# Benton County, Washington
Benton County är ett county i södra delen av delstaten Washington, USA. 2010 hade Benton County 175 177 invånare. Den administrativa huvudorten (county seat) är Prosser och största stad är Kennewick.

## Geografi
Enligt United States Census Bureau har countyt en total area på 4 559 km². 4 411 km² av den arean är land och 148 km² är vatten.
Countyt är till norr, öster och söder omgärdat av Columbiafloden.

### Angränsande countyn
- Grant County, Washington - nord
- Franklin County, Washington - nordöst
- Walla Walla County, Washington - öst
- Umatilla County, Oregon - syd/sydöst
- Morrow County, Oregon - syd/sydväst
- Klickitat County, Washington - väst/sydväst
- Yakima County, Washington - väst